# Odbor državne sigurnosti
KGB (transliteracija ruske kratice КГБ) je ruska kratica za Комите́т госуда́рственной безопа́сности (Komitet državne sigurnosti), krovnu organizaciju koja je služila kao sigurnosna agencija, tajna policija i obavještajna agencija od 1954. do 1991. u Sovjetskom Savezu. 
21. prosinca 1995. predsjednik Rusije Boris Jeljcin je potpisao dekret kojim se raspušta KGB i uvodi FSB, Savezna sigurnosna služba Ruske Federacije.
Sjedište KGB-a bilo je u Lubjanki. Tamo je danas Muzej KGB-a. U Bjelorusiji, bivšoj sovjetskoj republici, naziv sigurnosne agencije je još uvijek "KGB".

## Način rada
KGB je u svojoj obavještajnoj djelatnosti provodio legalne i ilegalne metode rada. Agencija je bila izrazito učinkovita, a to potvrđuje i američki časopis Time koji je 1983. godine proglašava najučinkovitijom institucijom u svijetu koja se bavi prikupljanjem i obradom podataka. 
KGB je svoj rad provodio najčešće u zemljama u kojima je SSSR imao diplomatsko predstavništvo, te je kompromitirane agente iz tih zemalja izvlačio putem diplomatskog imuniteta. Određeni broj kompromitiranih agenata odbio je SSSR, odnosno ostavljeni su kao ničiji agenti (tad su bili izloženi sudskom procesu). 
KBG je provodio četiri tipa špijunaže: političku, ekonomsku, vojnu i špijunažu dezinformacija.
KGB klasificira svoje špijune kao agente (skupljači obavještajnih podataka) i kontrolere (obavještajne prenositelje). Lažni identitet kojeg je ilegalni špijun koristio u inozemstu bio je unaprijed detaljno razrađen. Agencija je koristila sheme dvostrukog života (drugi identitet je u potpunosti lažan i izmišljen te ga agent ne koristi u SSSR-u) ili sheme dvostrukog ali mrtvog (novi identitet je u potpunosti prilagođen špijunu, on ga koristi čak i pri povratku u SSSR). 

## Vanjske poveznice
- (engl.) KGB Information Center - FAS.org